# Кадальсо, Хосе
Хосе Кадальсо-и-Васкес де Андраде или Кадахальсо (исп. José Cadalso y Vázquez de Andrade; 8 октября 1741, Кадис — 27 февраля 1782, Сан-Роке (Испания)) — испанский поэт, прозаик и драматург. Представитель неоклассицизма.

## Биография
Потомок древнего баскского рода. Получил хорошее образование у иезуитов, затем в колледже Collège Louis-Le Grand в Париже и в Великобритании. Вернувшись на родину учился в Real Seminario de Nobles в Мадриде. Завершил образование, изучая точные и гуманитарные науки, историю и литературу в разных городах Европы.
После смерти отца, не оставившего ему наследства, вынужден был выбрать военную карьеру. В 1762 году был зачислен в кавалерийский полк Бурбонов, в составе которого принимал участие в португальской кампании. В 1764 году он был назначен капитаном кавалерии. Поселился в Мадриде, где установил контакты с представителями испанской образованной политической элиты ilustrados («Просветленные»). В 1768 году вынужден был покинуть Мадрид из-за скандала, который вызвал его памфлет о вольных нравах испанских аристократок.
В Сарагоссе, где Кадальсо поселился им написана бо́льшая часть его поэтических сочинений, опубликованных в сборнике «Ocios de mi juventud» (1773). Вернувшись в столицу, в дворцовом театре графа П. Аранда, поставил неоклассическую трагедию «Don Sancho García» (1771).
Блестящий успех выпал на долю изданной им в 1772 г. сатиры в прозе: «Fruditos a la Violeta, curso completo de todos los ciencias»; это — злая насмешка над поверхностной учёностью того времени. Большой успех имел также сборник стихотворений Кадальсо «Ocios de mi Yuventud» (1773). В посмертных бумагах автора был найден ряд остроумных писем, под названием «Cartas Marruecas», написанных будто бы от лица одного из членов марокканского посольства к друзьям на родину.
Трагедия Кадальсо «Дон Санчо Гарсия, граф Кастильский» (изд. в 1771 под псевдонимом Хуан Валье, поставлена в том же году в театре «Дела Крус», Мадрид) знаменует собой начало перехода от классицизма к романтизму: она написана ещё в манере классицизма, но сюжет её заимствован из средневекового испанского эпоса. Пьеса не имела сценического успеха, но оказала большое влияние на формирование испанской романтической драматургии.
Хорошее издание его произведений появилось в Мадриде в 3 томах в 1823 году.
Участвуя в осаде Гибралтара, всего через 15 дней после того, как ему присвоили чин полковника, Кадальсо был убит осколком бомбы.

## Награды
- Орден Сантьяго